# Archiearis passetii
Archiearis passetii är en fjärilsart som beskrevs av Thierry-mieg 1884. Archiearis passetii ingår i släktet Archiearis och familjen mätare. Inga underarter finns listade i Catalogue of Life.